# 米格尔·佩雷斯
米格尔·佩雷斯（西班牙語：Miguel Pérez，1967年5月22日—），生于巴塞罗那，西班牙男子水球运动员。他曾代表西班牙国家队参加1988年夏季奥林匹克运动会水球比赛，获得第6名。